# Vitakridrinda sulaimani
Vitakridrinda sulaimani  es la única especie conocida del género extinto Vitakridrinda es género de dinosaurio terópodo abelisáurido, que vivió a finales del período Cretácico, hace aproximadamente 70 millones de años, durante el Maastrichtiense, en lo que hoy el subcontinente Indio. Sus restos se encontraron en la Formación Pab de Pakistán. Solo se conocen partes del cráneo, fémur, un diente y seis vértebras. Dichos restos lo relacionan con los abelisaurios más grandes de la formación Lameta en la India y de allí con los demás terópodos de Gondwana.  El descubrimiento fue realizado, junto con otros especímenes de dinosaurios, cerca de Vitariki por un equipo de paleontólogos del Servicio Geológico de Pakistán, en rocas del Miembro Vitakri de la Formación Pab del Maastrichtiense. Descrito formalmente en 2006 por Malkani, el género se basa en restos parciales que incluyen dos huesos del muslo, una caja craneal y un diente. Más tarde se encontró un hocico parcial que Malkani asignó al holotipo, y vértebras adicionales también pueden pertenecer a este género. Sin embargo, el hocico fue posteriormente reclasificado como un nuevo género de mesoeucrocodiliano, Induszalim. Thomas Holtz dio una posible longitud de 6 metros.